# Ignác Péczely
Ignác Péczely (Ignaz von Peczely, ur. 26 stycznia 1826 w Monyorókerék, zm. 14 lipca 1911 w Budapeszcie) – węgierski uczony, lekarz homeopata i irydolog, uznawany za ojca współczesnej irydologii. 
Pracując w szpitalu jako lekarz, przeprowadzał intensywne badania nad tęczówkami osób chorych. Na podstawie swoich odkryć wydał książkę.

## Życiorys
W wieku 36 lat rozpoczął studia na Uniwersytecie Medycznym w Peszcie. Następnie kontynuował studia medycynę na Uniwersytecie Wiedeńskim , tytuł doktora nauk medycznych otrzymał z wyróżnieniem w 1868 roku. Przeniósł się do Pesztu i rozpoczął prywatną praktykę łączącą homeopatię z irydologią. W 1880 roku opublikował „Odkrycia w dziedzinie nauk przyrodniczych i medycznych. Choroby przewlekłe. 1 Diagnostyka za pomocą oczów”. Książka ta stała się podstawą irydologii. Później opublikował trzy broszury na temat leczenia gruźlicy, bronchitu, syfilisu i innych wenerycznych infekcji. 

## Prace
- A szivárványhártyáról. (Iris). Bpest, 1873. Táblarajzzal.
- Entdeckungen auf dem Gebiete der Natur- und der Heilkunde. Die chronischen Krankheiten. 1. Heft: Anleitung zum Studium der Diagnose aus den Augen. Budapest, 1880
- Utasitás a bujakór gyökeres gyógyítására és gyógyszereim mikénti használatára. U. ott, 1883.
- Die Lungensch windusucht und behufs Bewahrung vor derselben. Instruction zur gründlichen Heilung der acuten und chronischen Lungencatarrhe. Budapest: E. Bartalits, 1884
- A fertőzés szomorú következményeinek kikerülhetése tekintetéből felvilágositás: az ivarszervek élettani állapotáról. U. ott, 1885.
- Die Augendiagnose der Dr. Ignacz von Péczely nach eigenen Beobachtungen von Emil Schlegel. Tübingen, 1887. Hat fametszettel s egy színes táblarajzzal.
- Om ögondiagnosen och en rationel sjukdomsbehandling efter Dr. Ignacz Péczely, af N. Liljequist. Stockholm, 1893.